# Claude (sanger)
Claude Kiambe (født 2003),  kendt under sit kunstnernavn Claude, er en hollandsk sanger og sangskriver født i Den Demokratiske Republik Congo. Hans debutsingle "Ladada (Mon dernier mot)" toppede den hollandske singlehitliste i 2022, efterfulgt af yderlige fire hitsingler. Hans debutalbum "Parler français" blev udgivet i 2024. Han repræsenterer Holland i Eurovision Song Contest 2025 med sangen "C'est la vie".